# Кэрролл, Джулиан
Джулиан Мортон Кэрролл (англ. Julian Morton Carroll, 16 апреля 1931 — 10 декабря 2023) — американский политик из Кентукки, 54-й губернатор штата.

## Ранние годы
Джулиан Кэрролл родился в Уэст-Падука в округе Мак-Кракен штата Кентукки. Он был третьим из одиннадцати детей, рожденных Элви Бастером и Евой Хиди Кэрролл. Его отец был фермером, но после наводнения на реке Огайо в 1937 году семья переехала, Бастер Кэрролл стал продавать оборудование для тракторов, а в 1940 году открыл авторемонтную мастерскую. В 1950 году Джулиан Кэррол познакомился со своей будущей женой, а в следующем году они поженились.
Кэрролл получил степень в колледже Падуки в 1952 году. После семья переехала в Лексингтон, где он смог поступить в Университет Кентукки. Кэрролл мог финансировать своё дальнейшее образование, работая в Управлении по стабилизации и сохранению сельского хозяйства округа Фейетт. В 1954 году он получил степень бакалавра гуманитарных наук в области политологии, а в 1956 году — степень бакалавра права.
Во время учебы в колледже, Кэрролл прошел обучение в Корпусе подготовки офицеров запаса ВВС. По окончании учебы он дослужился до звания коменданта кадетов, высшего звания среди студентов университета. По окончания учебы он поступил на службу и находился на базе Карсвелл в Форт-Уэрте, штат Техас, где работал в течение трёх лет.

## Смерть
Джулиан Кэрролл последние месяцы провёл в хосписе, а умер 10 декабря 2023 года в медицинском центре Франкфорта в возрасте 92 лет. Действующий губернатор Энди Бешир лично выразил соболезнования. 15 декабря в ротонде капитолия Кентукки состоялись государственные похороны с официальными почестями. На следующий день Джулиан Кэрролл был погребён на кладбище Франкфорта.